# Danielle Trussoni
Œuvres principales
- La Malédiction des anges

Danielle Trussoni, née le 9 novembre 1973 à La Crosse, une ville du Wisconsin, aux États-Unis, est une écrivaine américaine.

## Biographie
Les premiers écrits de Danielle Trussoni ont notamment été publiés dans The New York Times Magazine, Telegraph Magazine, The New York Times Book Review et Tin House.
Son premier ouvrage, Falling Through the Earth: A Memoir, a figuré sur la liste des dix meilleurs livres de 2006 choisis par le New York Times.
Angelology, son premier roman, publié en 2010 chez Viking Press, a été traduit en 32 langues. La traduction française, La Malédiction des anges, est parue au Fleuve noir.

## Œuvres

### SérieLa Malédiction des anges
1. La Malédiction des anges, Fleuve noir, 2010 ((en) Angelology, Viking Press, 2010), trad. Vincent Hugon, 552 p.  (ISBN 978-2-265-08904-4)
2. Angelopolis, Fleuve noir, 2014 ((en) Angelopolis, Viking Press, 2013), trad. Vincent Hugon, 320 p.  (ISBN 978-2-265-08905-1)

### Romans indépendants
- (en) The Ancestor, William Morrow / HarperCollins, 2020
- (en) The Puzzle Master, Random House, 2023
  - Le Maitre des énigmes, Robert Laffont, 2023, 496p.  (ISBN 9782221266144)
- (en) The Puzzle Box, Random House, 2024
  - La Boîte des dragons, Robert Laffont, 2025

### Essais
- (en) Falling Through The Earth: A Memoir, Henry Holt and Company, 2006
- (en) The Fortress, Dey Street/Harper Collins, 2016